# Jean de La Fontaine, le défi
Pour plus de détails, voir Fiche technique et Distribution.
Jean de La Fontaine, le défi est un film français réalisé par Daniel Vigne, sorti en 2007.

## Synopsis
Le 5 septembre 1661 : Fouquet, le puissant ministre du roi, est arrêté sur ordre de Jean-Baptiste Colbert ; le jeune Louis XIV devient seul maître du royaume. Alors que les autres artistes se précipitent au service du monarque de droit divin, un seul d'entre eux se lève pour affirmer son soutien au surintendant déchu : le fabuliste Jean de La Fontaine. Colbert se jure alors de faire plier le rebelle qui place l'art au-dessus du roi.
Même dans la misère, La Fontaine ne va jamais renoncer à ses convictions. Il résiste, s'amuse, observe, écrit les fables, pamphlets assassins contre un régime despotique qu'il voit en pleine décadence.

## Fiche technique
- Titre : Jean de La Fontaine, le défi
- Réalisation : Daniel Vigne
- Scénario : Jacques Forgeas
- Production : Fabienne Servan-Schreiber
- Musique : Michel Portal
- Photographie : Flore Thulliez
- Montage : Thierry Simonnet
- Décors : Régis Nicolino
- Costumes : Florence Sadaune
- Pays d'origine :  France
- Format : couleur - 35 mm
- Genre :  historique - biographique
- Durée : 100 minutes
- Date de sortie : 18 avril 2007
- Date de sortie DVD : 21 novembre 2007

## Distribution

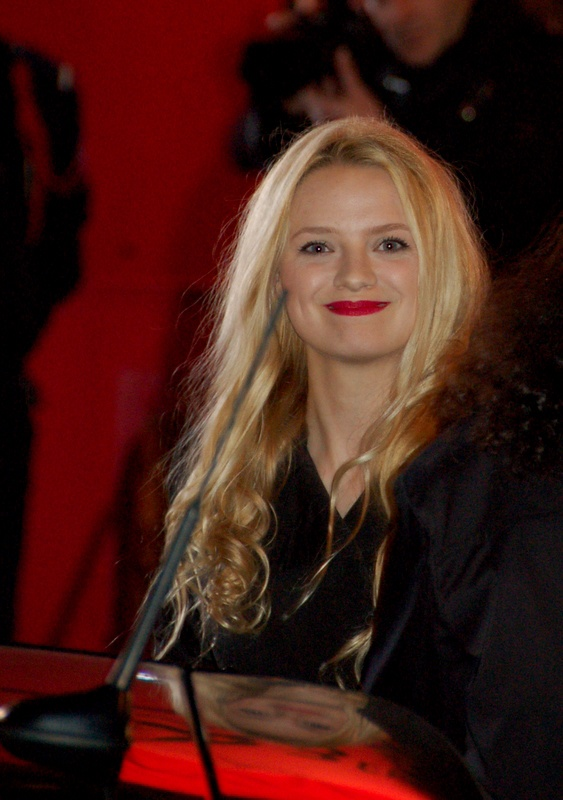
L'actrice principale Sara Forestier aux César 2008.

- Lorànt Deutsch : Jean de La Fontaine
- Philippe Torreton : Jean-Baptiste Colbert
- Sara Forestier : Perrette
- Jean-Claude Dreyfus : M. de Châteauneuf
- Élodie Navarre : la duchesse de Bouillon
- Julien Courbey : Molière
- Jocelyn Quivrin : Louis XIV
- Daniel Duval : Terron
- Armelle : Mlle Léotot
- Jean-Pierre Malo : Jannart
- Sylviane Goudal : La Rateau
- Romain Rondeau : Jean Racine
- Mélanie Maudran : Marguerite Hessein de La Sablière
- Jean-Paul Farré : Claude Barbin
- Jérémie Lippmann : Valère
- Mathieu Bisson : Boileau
- Fabienne Babe : la duchesse d'Orléans
- Virginie Desarnauts : Madame de Sévigné
- Emmanuelle Galabru : Mme de La Fontaine
- Jean-François Perrier : Chapelain
- Christel Wallois : la marquise de La Geunita
- Nicky Naudé : Nicolas Fouquet
- Chick Ortega : un braconnier
- Dominique Besnehard : le marchand de vêtements
- Héloïse Godet : Aurore

## Critiques
- Commeaucinéma.com  Lien

## Autour du film
- Le film a été tourné entre autres à l'hôtel de Sully à Paris, au château de Maisons-Laffitte et au château de Champlâtreux.